# AOL Sessions Undercover
AOL Sessions Undercover é um EP ao vivo gravado pela banda estadunidense 30 Seconds to Mars e lançado em 13 de março de 2007.

## Histórico
O EP contém uma versão cover de "Message in a Bottle", de The Police, e versões acústicas de "The Kill (Bury Me)" e "The Story".

## Lista de faixas
1. "Message in a Bottle" (Ao vivo)- 3:05
2. "The Kill (Bury Me)" (Acústico) - 3:54
3. "The Story" (Acústico) - 4:00